# Psychoda cinerea
Psychoda cinerea is een muggensoort uit de familie van de motmuggen (Psychodidae). De wetenschappelijke naam van de soort is voor het eerst geldig gepubliceerd in 1894 door Nathan Banks.